# ネオジオポケット
ネオジオポケット（NEOGEO POCKET）は、エス・エヌ・ケイ（旧社）が1998年10月28日に発売した携帯型ゲーム機。略称は「NGP」、「ネオポケ」。キャッチコピーは「WHAT'S YOUR GAME?」、「ゴーイング・マイゲーム。」。

## 沿革
- 1998年
  - 7月中旬 - 基本仕様および発売日を10月22日、カラー液晶版であるネオジオポケットカラーを年内出荷予定と発表[2]。
  - 10月8日 - 発売前の説明会・実物展示を開催[3]。
  - 10月9日 - 11日にかけて、東京ゲームショウ98秋に出展[4]。
  - 10月28日 - 発売[5]。
- 1999年
  - 3月19日 - カラー液晶版「ネオジオポケットカラー」発売。
  - 10月21日 - カラー液晶小型軽量版「NEWネオジオポケットカラー」発売。

## ハードウェア
本体中央部の液晶ディスプレイはモノクロ8階調。
他社のゲーム機の十字キーに相当する部分はメカニカルスイッチを利用したジョイスティックで、ネオジオCDコントローラーの意匠を踏襲しており、コマンド入力のし易さや親指への負担軽減に一役買っていた。デザイナーはインターデザイン研究所の上田幸和。しかしボタンが2つしかないことなどから格闘ゲームで遊ぶには難があり、結果としてネオジオポケットのソフトはテーブルゲームの比重が大きくなった。
「ネオジオポケットカラー」専用のソフトは本機では動作させることはできない。

### 仕様
- CPU - 16ビット（東芝製TLCS-900/Hコア 最大クロック周波数6.144MHz）＋8ビット（Z80相当品 クロック周波数3.072MHz/サウンド用）
- 内蔵RAM - 16キロバイト
- 16メガ連続アクセス可能
- メモリーバックアップ機能保有（リチウム電池内蔵）
- 色数・解像度 - モノクロ8階調 160ドット×152ライン
- スプライト - 8×8ドット、3色＋透明1色、512枚同時表示

ポジション補正機能、キャラクター反転機能、キャラクターチェーン機能、スクロール面との表示優先設定機能
- サウンド - 矩形波3ch＋ノイズ1ch＋DAC 2ch
- メディア - ROMカセット（最大32メガビット）
- 電源 - 単4乾電池×2本＋リチウムボタン電池CR2032（バックアップ用）×1個
- 連続動作時間 - 約20時間（アルカリ電池使用時）
- 外部端子

5ピンコネクター（本体上面右寄りに配置、通信ケーブル等用）
ステレオヘッドホン端子
ACアダプター端子
- 操作系 - 8方向ジョイスティック、A・Bボタン、OPTIONボタン、電源ボタン、音量調節つまみ
- 内蔵ソフト - 星占い、世界時計・カレンダー・アラーム機能、各種設定機能
- サイズ - 122mm×74mm×24mm（幅×高さ×奥行き）
- 重量 - 約130g (電池含む約160g)[7]
- 価格 - 7,800円

## カラーバリエーション
本体色は多数用意され、カーボン柄や迷彩柄など複数の色を使ったものや、中身が透けて見える半透明のものも存在した。
- オリジナルカラー
  - プラチナブルー（1998年10月28日-）
  - プラチナシルバー（1998年10月28日-）
  - プラチナホワイト（1998年10月28日-）
  - カーボンブラック（1998年10月28日-）
  - メイプルブルー（1998年10月28日-）
  - カモフラージュブルー（1998年10月28日-）
  - カモフラージュブラウン（1998年10月28日-）
  - クリスタルホワイト（1998年10月28日-）
  - クリスタル（1998年10月28日-）

## 周辺機器

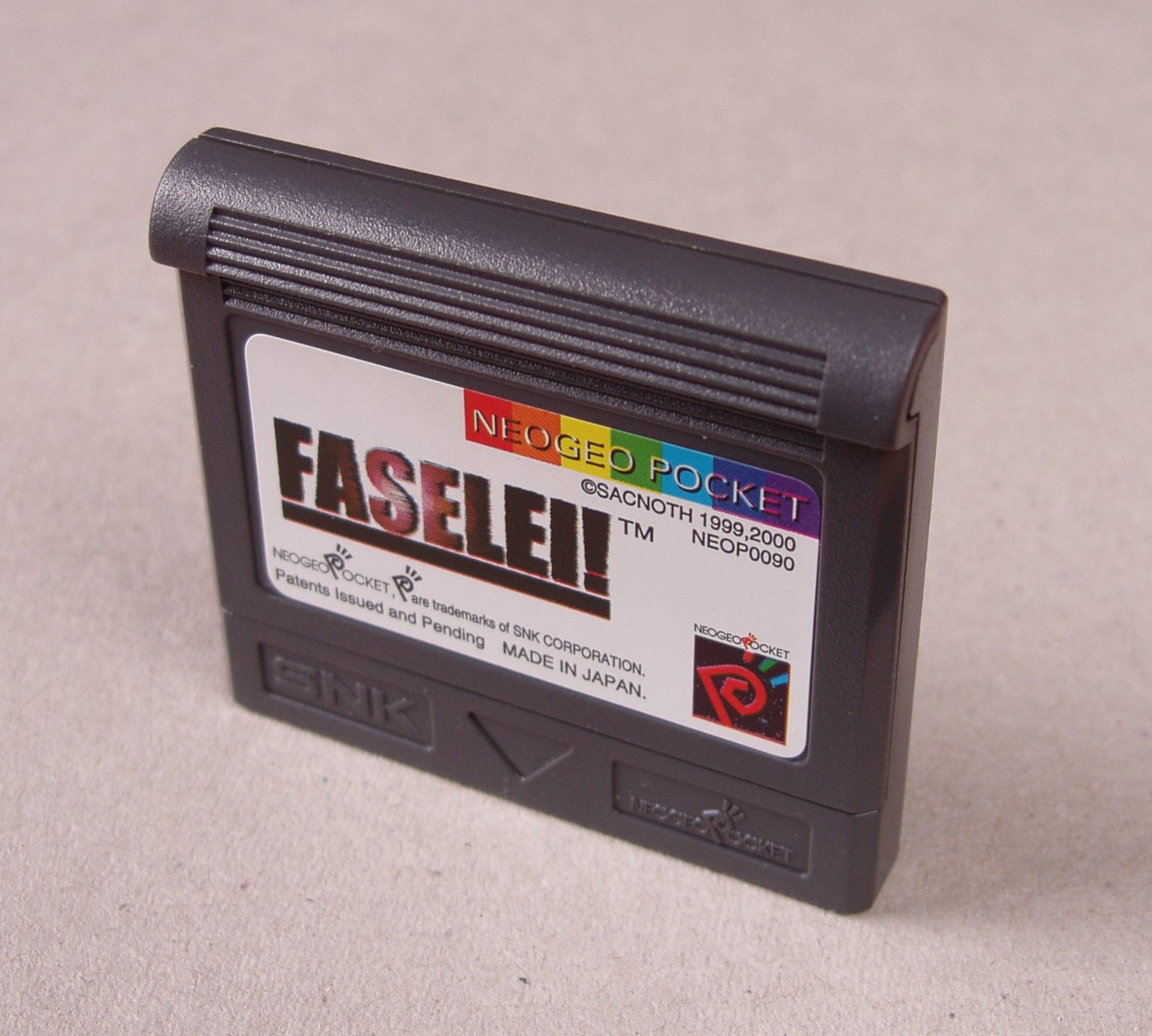
専用カートリッジ
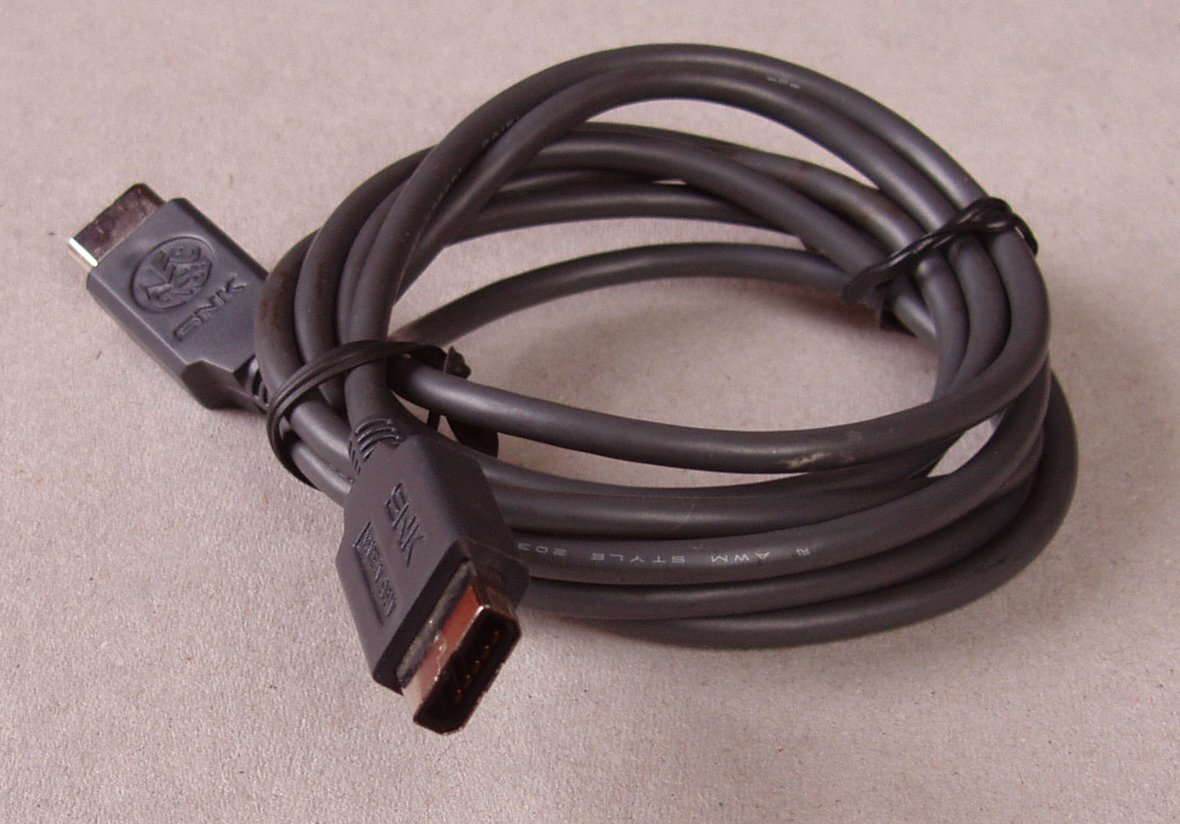
通信ケーブル
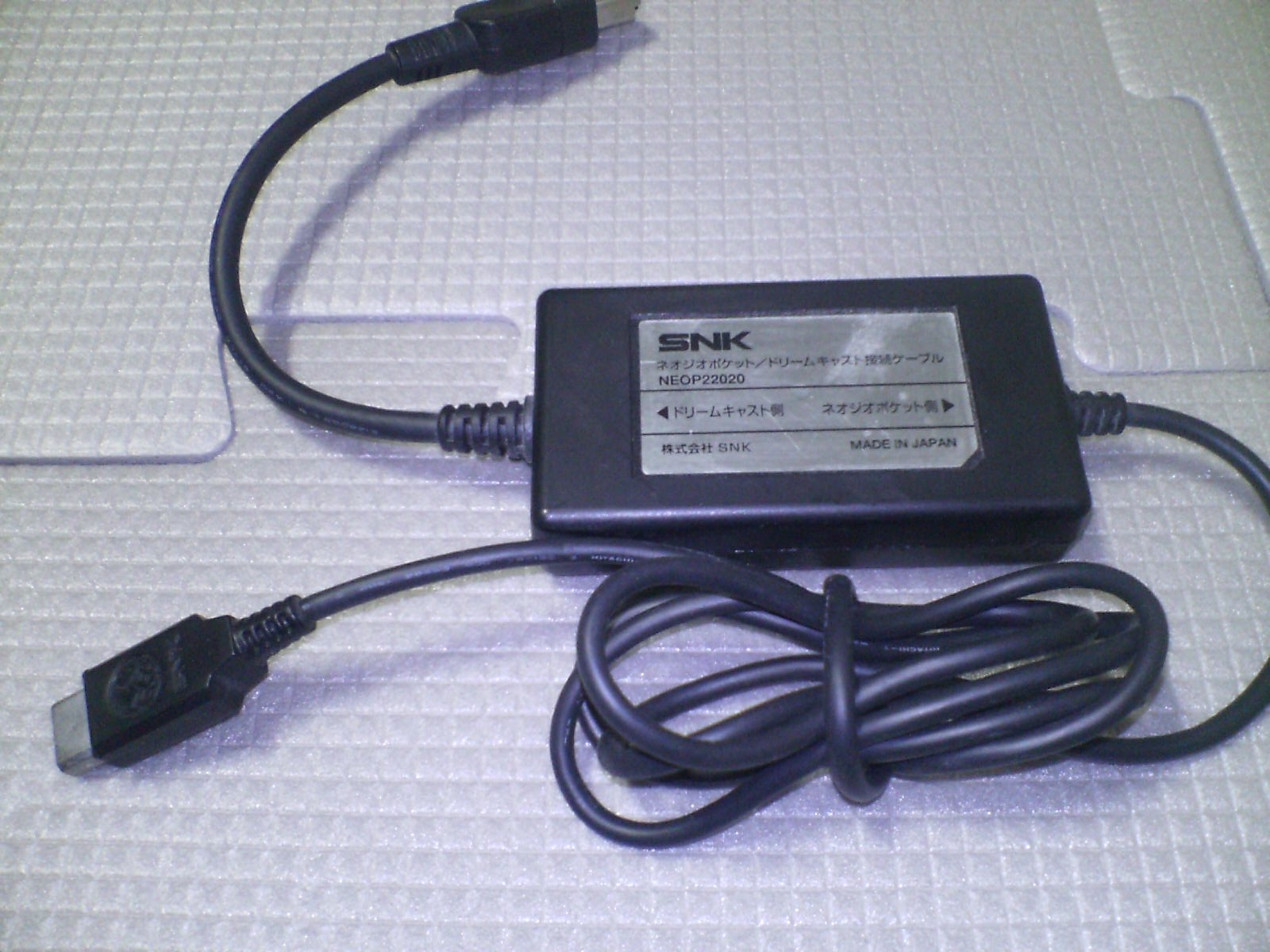
ドリームキャスト 接続ケーブル

その他の周辺機器の画像は、こちらから参照できる。
専用カートリッジ
各ソフトには専用のカートリッジケースが付属していた。カラー対応のものには「COLOR対応」の表記がラベルに入る。ソフトパッケージは発売時期によって大きく分けて、ネオジオのソフトケースを意識したプラスチック製ケース、厚紙を加工したケース、トレイ入り紙製ケースの3種類が存在する。
通信ケーブル
本体上面の5ピンコネクターに接続して使用する。2人での対戦が可能。
無線ユニット
5ピンコネクターに接続、本体上面に固定して使用する。アンテナは発表当初の写真では伸縮式アンテナだったが、実際に市販された物ではぶら下げる形状になっている。電波の届く範囲は半径10メートル程度で、理論的には最大64人まで通信可能。ダイヴ アラートなど、対応ソフトは限られ、対戦格闘ゲームなどの即応性が要求されるソフトには使用できない。
ACアダプタ SN-9094P
専用端子に接続する。モノクロ・カラーとも同じものが使用可能。
ドリームキャスト接続ケーブル
本体上面の5ピンコネクターに接続して使用。
ステレオヘッドフォン
市販のものでも代用できる。

## ソフトウェア

### 内蔵ソフト
カートリッジを挿さずに電源を入れると、以下の機能が利用できる。
- カレンダー
- 世界時計
- 星占い
- アラーム
- 設定
  - 言語（日本語・英語）
  - 日時

時計・カレンダーは設定しておくと指定時間に自動的に電源がONになるアラーム機能を有する。時計・カレンダー機能はROMカセットのソフトウェアからも使用でき、一部のソフトでは特定の時間や日付にすることで通常とは異なる動作をさせることができる。
また本機は海外でも発売されており、ファームウェアの設定に日本語と英語の切り替えがある。

### ゲームタイトル
ローンチタイトルは『キング・オブ・ファイターズR-1』、『めろんちゃんの成長日記』など6タイトル。その他主なタイトルは『メタルスラッグ』シリーズ、『コットン -FANTASTIC NIGHT DREAMS COTTON-』、『パチスロアルゼ王国ポケット』、『SNK VS. CAPCOM 激突カードファイターズ』など。
対応ソフトの大半はエス・エヌ・ケイから発売された。同社の他も、ADKや夢工房といったネオジオに関わっていた開発企業がソフト開発を担当した。ソフト数は少ないが、カプコン（5本）やセガ（セガ2本、セガトイズ1本）などの競合他社もサードパーティとして参入していた。またソフトの発売には至らなかったものの、SCEも参入の意思を表明していた。売り上げ面では苦戦したとはいえ、これまでの携帯ゲーム機にはない作品が揃っていた。ファンの要望に応えるべく、対戦格闘ゲームのほかに、脱衣麻雀やパチンコ・パチスロのシミュレーターなど、大人のためのソフトも充実していた。また、携帯ゲーム機としてはゲーム業界で初めて、推奨年齢表示を箱に表示している。特にカジノゲームを扱った作品に多く、性的要素が無いものでも18歳以上推奨を表示する作品がある。
モノクロ版とカラー版の双方に対応したソフトも存在する。また、モノクロ版のローンチタイトルの中にすでにカラー対応ソフトが含まれていた。

## 評価
モノクロ版は任天堂の携帯ゲーム機ゲームボーイカラーの1週間後に発売された上、SNKが発売前から上位機種のカラーシリーズを5ヶ月後に発売すると発表していたために売れ行きは芳しくなく、しかもネオジオポケットカラーを発売した7ヶ月後には軽量化カラー版を発売するなど、短期間での商品展開にユーザーは困惑した。
一方でジョイスティックは評価され、1998年グッドデザイン賞を受賞している。
2001年10月30日のエス・エヌ・ケイ倒産後は後継企業のSNKプレイモア（のち2代目SNK）に知的財産権が一括譲渡されたが、ネオジオポケットの展開は倒産を境に打ち切られている。

## 販売終了後の動向
過剰在庫はアルゼ開発のプライズゲーム PP-AA01 CP-AA02の設定変更用の操作機器として使われるなど転用も行われた。
2019年12月12日に発売されたNintendo Switch版の『SAMURAI SPIRITS』の早期購入特典として、Nintendo Switchで動作するネオジオポケット用ソフト『サムライスピリッツ!2』の配信が開始。初の他ハードへのソフト移植となる。Nintendo Switchの画面の中にネオジオポケットが表示され、その中の液晶画面部分にゲーム画面が表示される。
2020年4月30日には同様の仕様で『SNK GALS' FIGHTERS』のNintendo Switch版のダウンロード販売が開始された。夏からは『NEOGEO POCKET COLOR SELECTION』としてシリーズ化され、『キング・オブ・ファイターズ R-2』、『サムライスピリッツ!2』（一般販売）などが配信される。